# جو هیون یونگ
کیم هیون یونگ (کره‌ای: 김현영؛ زادهٔ ۱۴ ژانویه ۱۹۹۶) که بیشتر با نام هنری جو هیون یونگ (کره‌ای: 주현영) شناخته می‌شود، بازیگر اهل کره جنوبی است. شهرت او به خاطر حضور در اس‌ان‌ال کره در سال ۲۰۲۱ و وکیل وو خارق‌العاده در سال ۲۰۲۲ افزایش پیدا کرد.

## فیلم‌شناسی

### فیلم
| سال  | عنوان          | نقش        | توضیحات    | منابع |
| ---- | -------------- | ---------- | ---------- | ----- |
| ۲۰۲۲ | Aka 5jo        |            | فیلم کوتاه | [ ۵ ] |
| ن/م  | قرار در ساعت ۲ | جونگ آه را |            | [ ۶ ] |

### مجموعه تلویزیونی
| سال       | عنوان                      | نقش               | توضیحات                | منابع  |
| --------- | -------------------------- | ----------------- | ---------------------- | ------ |
| ۲۰۲۲      | وکیل وو خارق‌العاده         | دونگ گورامی       |                        | [ ۷ ]  |
| ۲۰۲۲      | پشت هر ستاره‌ای             | سو هیون جو        |                        | [ ۸ ]  |
| ۲۰۲۳      | دکتر رمانتیک ۳             | مصاحبه دهنده      | حضور افتخاری (قسمت ۲)  | [ ۹ ]  |
| ۲۰۲۳      | روز آدم‌ربایی               | تعمیرکار کامپیوتر | حضور افتخاری (قسمت ۱۰) | [ ۱۰ ] |
| ۲۰۲۳–۲۰۲۴ | داستان قرارداد ازدواج پارک | سا وول            |                        | [ ۱۱ ] |

### مجموعه اینترنتی
| سال       | عنوان                                     | نقش       | توضیحات | منابع  |
| --------- | ----------------------------------------- | --------- | ------- | ------ |
| ۲۰۱۹–۲۰۲۱ | بهترین اشتباه                             | آن یو نا  | فصل ۱–۳ | [ ۱۲ ] |
| ۲۰۲۲      | Returning Student: Grade A, but Love is F | هیون یونگ |         | [ ۱۳ ] |

### برنامه تلویزیونی
| سال  | عنوان                         | نقش    | منابع  |
| ---- | ----------------------------- | ------ | ------ |
| ۲۰۲۳ | Earth Magic Bull World Travel | راهنما | [ ۱۴ ] |

### برنامه اینترنتی
| سال       | عنوان            | نقش               | توضیحات | منابع  |
| --------- | ---------------- | ----------------- | ------- | ------ |
| ۲۰۲۱–۲۰۲۳ | اس‌ان‌ال کره ریبوت | عضو گروه بازیگران | فصل ۱–۴ | [ ۱۵ ] |